# Boston Blue
Blue Bloods
Boston Blue est une série télévisée policière américaine qui sera diffusée pour la première fois sur CBS à l'automne 2025. Produite par et avec Donnie Wahlberg, la série sera un spin-off de Blue Bloods et se concentrera sur son personnage Danny Reagan qui prend un emploi au sein de la police de Boston.

## Synopsis
Danny Reagan (Donnie Wahlberg), inspecteur de la police de New York, prend un poste au sein de la police de Boston, où il est associé à Lena Silver (Sonequa Martin-Green), la fille aînée d'une famille de policiers réputée dans cette ville et une « étoile montante ». Elle est la petite-fille du révérend Peters (Ernie Hudson), décrit comme le célèbre pasteur d'une église baptiste historique de Boston. Il est le père de Mae Silver, procureur de Boston, et le grand-père de la commissaire Sarah Silver (initialement appelée Ashley) et du policier débutant Isaac Silver. (Le personnage a été appelé Lena Peters dans l'annonce initiale, et il y a eu des références contradictoires par CBS, l'actrice et des sources d'information sur le nom du personnage),,.

## Distribution
- Donnie Wahlberg joue Danny Reagan[5]
- Sonequa Martin-Green interprète Lena Silver[1]
- Ernie Hudson en tant que Reverend Peters,un pasteur et le grand père de Lena[2]
- Maggie Lawson incarne Sarah Silver, la demi-soeur de Lena[6]

## Fiche technique
- Titre original : Boston Blue
- Créateur : Brandon Sonnier et Brandon Margolis
- Réalisateurs : Anthony Hemingway
- Scénaristes :  Brandon Sonnier et Brandon Margolis
- Casting : Donnie Wahlberg, Sonequa Martin-Green, Ernie Hudson et Maggie Lawson
- Direction artistique :
- Photographie :
- Montage :
- Musique :
- Décors :
- Costumes :
- Producteur :
- Producteurs exécutifs : Jerry Bruckheimer, KristieAnne Reed et Donnie Wahlberg
- Producteur associé :
- Sociétés de productions : CBS Studios
- Sociétés de distribution : 
  - CBS (États-Unis)
  - Paramount+
- Langue : Anglais
- Année de création : 2025
- Pays d'origine :
- Format : couleurs — 16:9 HD (1080i) Arri Alexa et Panavision Genesis — son : Dolby Digital

## Production
Le 4 juin 2024, Brian Robbins, co-directeur général de Paramount Global, a déclaré lors d'une présentation aux actionnaires qu'une « extension de la franchise » de Blue Bloods était prévue.
La série n'était pas prévue comme un spin-off de Blue Bloods, mais elle avait été proposée à l'origine par le scénariste Brandon Sonnier. Ainsi que par Brandon Margolis, comme un drame intitulé d'après le quartier de Boston Jamaica Plain, centré sur un transfert de la police de Los Angeles à Boston. En février 2025, CBS a officiellement choisi la série pour la saison 2025-2026.
Le premier épisode sera réalisé et produit par Anthony Hemingway.

### Attribution des rôles
Outre Wahlberg, CBS a également annoncé le casting de Sonequa Martin-Green dans le rôle de Lena Silver en mai 2025. Le nouveau personnage s'appelait à l'origine Lena Peters dans l'annonce initiale. En mai 2025, Ernie Hudson a été choisi pour jouer un rôle régulier dans la série. Il était déjà apparue dans Blue Bloods en jouant un autre personnage dans un rôle invité en 2018 dans la saison 8. Le 1er juin 2025, Maggie Lawson a rejoint la distribution dans un rôle principal.
Interrogé sur sa participation à un éventuel spin-off, Tom Selleck s'est dit « ouvert aux suggestions parce que j'aime Frank Reagan », mais il a ajouté qu'il n'envisageait pas que le personnage prenne sa retraite et aille vivre dans une petite ville.

## Diffusion
La série devrait être diffusée pour la première fois sur CBS à l'automne 2025, le vendredi à 22 heures, dans la même tranche horaire que Blue Bloods, la série mère, pendant la majeure partie de son existence. La diffusion commence le 17 octobre 2025.